# Histomoniasis

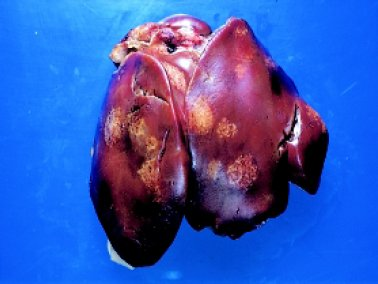
Leber eines infizierten Vogels

Die Histomoniasis, auch Schwarzkopfkrankheit oder Enterohepatitis des Geflügels genannt, ist eine Parasitose bei Truthühnern und hühnerartigen Vögeln im Allgemeinen. In der (vorwiegend älteren) Fachliteratur findet sich eine Vielzahl von weiteren Bezeichnungen für die hervorgerufene Erkrankung: Beispielsweise Blackhead disease, Histomonose, (infektiöse) Typhlohepatitis bzw. Enterohepatitis und Typhlitis. Die Erstbeschreibung der Krankheit erfolgte im Jahre 1895 durch den  US-amerikanischen Parasitologen Theobald Smith anhand von Proben, die im Vorjahr gesammelt wurden. Erreger der Histomoniasis ist der begeißelte Parasit Histomonas meleagridis (Smith 1895: Amoeba meleagridis).

## Krankheitsverlauf und Symptome
Insbesondere bei Truthähnen führt die Histomoniasis zu einem schweren Krankheitsverlauf, wobei Blinddarm und Leber des Wirts stark geschädigt werden.
Die Morbidität und Mortalität bei infizierten Vögeln ist extrem hoch. Die typischen Symptome der Histomoniasis sind eher unspezifisch und infizierte Tiere zeigen ein apathisches Verhalten, einen gestelzten Gang sowie Atembeschwerden. Bei Truthähnen ist das Auftreten von schwefelgelbem Kot infolge einer Leberschädigung am auffälligsten, bei Hühnern kommt es jedoch meist nur zu einem schleimigen Durchfall. Läsionen der Leber treten hingegen nicht auf.
Sicher diagnostiziert werden kann die Histomoniasis jedoch erst nach dem Tod. Bei  Truthähnen verursacht die Histomoniasis sichtbare, nekrotische Läsionen in der Leber. Darüber hinaus kommt es im Blinddarm von infizierten Vögeln zu einer schweren, ulzerativen Entzündung, welche mit einer charakteristischen Verdickung der Darmschleimhaut einhergeht. Junge Tiere sterben in der Regel wenige Tage nach Ausbruch der Krankheit, bei älteren ist oft ein chronischer Verlauf zu beobachten. Den Namen hat die Krankheit von einer blauroten bis schwarzen Verfärbung der Kopfhaut, welche aber nicht immer auftritt. Da das Auftreten von schwarzen Kämmen aber kein primäres Erkennungsmerkmal der Histomoniasis ist, wird die Bezeichnung Schwarzkopfkrankheit manchmal auch als Fehlbezeichnung angesehen. Mitunter können auch andere Organe von der Histomoniasis befallen werden.

## Infektion und Verlauf
Der Parasit Histomonas meleagridis, ein begeißelter, pleomorpher Einzeller, ist der Erreger der Histomoniasis, wobei sich der Lebenszyklus als einfach bis komplex erweist. Die Übertragung von Histomonas meleagridis soll auf mehreren Wegen erfolgen, wobei die Bedeutung der einzelnen Infektionswege wohl nicht vollständig aufgeklärt ist. Die Krankheit kann durch die Aufnahme von Eiern oder Larven des Blinddarmwurms Heterakis gallinarum oder durch Regenwürmer, die als Transportwirte fungieren, erfolgen.
Im Darm, insbesondere im Blinddarm, ist die begeißelte Form von Histomonas meleagridis zu finden. Die Lumenform des Trophozoiten besitzt einen Durchmesser von 8 bis 12 μm. Im Caecum kann sich diese
in eine invasive, amoeboide Form umwandeln. Der Trophozoit lagert sich an die Darmwand des Blinddarms an und greift Zellen der Schleimhaut und Submucosa an, wobei er dort massive Gewebeschädigungen hervorruft. In den Darmzellen lebt und vermehrt sich Histomonas meleagridis als intrazellulärer Endoparasit. Auf Grund der Gewebeschädigung kommt es im Blinddarm zu einer fibrinogenen, ulzerativen Entzündung. Die Mucosa des Caecums verdickt sich, es bilden sich lumenseitig diphteroide Beläge. Typischerweise füllt sich der Blinddarm mit einer käsigen, verhärtenden Substanz.

## Behandlung
Seit der Identifizierung des Erregers der Histomoniasis wurden eine Vielzahl von Stoffen im Laufe der Zeit untersucht.
Verschiedene pentavalente Arsenverbindungen, wie beispielsweise Nitarson oder Carbason erwiesen sich dabei als wirksam im prophylaktischen Einsatz. In der Europäischen Union sind sie für lebensmittelliefernden Tiere nicht mehr zugelassen. In den USA hingegen wird Nitarson (4-Nitrophenylarsensäure) noch angewendet.
Auch das vorbeugend wirkende Nifursol ist heute, genauso wie andere Nitrofurane, nicht mehr zugelassen;
die Zulassung von Nifursol wurde zum 1. April 2003 EU-weit widerrufen.
Weitere Wirkstoffe gegen die Krankheit sind Ronidazol und Dimetridazol, welche in der Europäischen Union für Hühnervögel ebenfalls nicht mehr zugelassen sind.
Prophylaktisch wirkt eine regelmäßige Entwurmung der Tiere.